# Liste der größten Unternehmen in Griechenland
Die Liste der größten Unternehmen in Griechenland enthält die vom Forbes Magazine in der Liste Forbes Global 2000 veröffentlichten größten börsennotierten Unternehmen in Griechenland.
Die Rangfolge der jährlich erscheinenden Liste der 2000 größten börsennotierten Unternehmen der Welt errechnet sich aus einer Kombination von Umsatz, Nettogewinn, Aktiva und Marktwert. Dabei wurden die Platzierungen der Unternehmen in den gleich gewichteten Kategorien zu einem Rang zusammengezählt. In der Tabelle aufgeführt sind auch der Hauptsitz, Mitarbeiteranzahl und die Branche. Die Zahlen sind in Milliarden US-Dollar angegeben und beziehen sich auf das Geschäftsjahr 2019.
| Forbes 2000 | Name                    | Hauptsitz | Umsatz (Mrd. $) | Gewinn (Mrd. $) | Mitarbeiter | Branche |
| ----------- | ----------------------- | --------- | --------------- | --------------- | ----------- | ------- |
| 1055.       | Bank von Griechenland   | Athen     | 1,3             | 0,94            | 1.864       | Banken  |
| 1697.       | Eurobank Ergasias       | Athen     | 2,9             | 0,15            | 8.617       | Banken  |
| 1702.       | National Bank of Greece | Athen     | 2,3             | -0,22           | 11.501      | Banken  |
| 1706.       | Alpha Bank              | Athen     | 3,2             | 0,11            | 10.530      | Banken  |
| 1718.       | Piraeus Bank            | Athen     | 2,6             | 0,30            | 11.615      | Banken  |

| Forbes 2000 | Name                        | Hauptsitz    | Umsatz (Mrd. $) | Gewinn (Mrd. $) | Mitarbeiter | Branche                             |
| ----------- | --------------------------- | ------------ | --------------- | --------------- | ----------- | ----------------------------------- |
|             | Public Power (ΔΕΗ)          | Athen        | 7,78            | 0,12            | 18.572      | Energieversorger                    |
|             | Hellenic Petroleum          | Athen        | 12,57           | −0,48           | 3.288       | Öl & Gas                            |
|             | Motor Oil                   | Marousi      | 12,01           | −0,11           | 2.011       | Öl & Gas                            |
|             | Coca-Cola HBC               | Marousi      | 9,29            | 0,3             | 39.736      | Getränke, Tabak                     |
|             | Hellenic Telecom            | Athen        | 6,18            | 0,6             | 27.330      | Telekommunikation                   |
|             | OPAP                        | Athen        | 5,24            | 0,7             | 993         | Lotto und Sportwetten               |
|             | ATEbank                     | Athen        | 1,63            | −0,6            | 8.915       | Banken                              |
|             | Marfin Investment Group     | Marousi      |                 |                 | 30          | Investment                          |
|             | Viohalco                    | Athen        |                 |                 | 7.930       | Montan                              |
|             | Mytilineos Holdings         | Maroussi     |                 |                 | 1.960       | Mischkonzern                        |
|             | Cosmote                     | Athen        |                 |                 | 2.375       | Mobilfunknetz                       |
|             | EADS 3Sigma                 | Athen        |                 |                 |             | Luftfahrzeuge                       |
|             | ELBO                        | Thessaloniki |                 |                 |             | Fahrzeugindustrie                   |
|             | Fage                        | Athen        |                 |                 |             | Großmolkerei                        |
|             | Folli Follie                | Athen        |                 |                 | 5.282       | Mode und Accessoires                |
|             | Ellaktor                    | Kifissia     |                 |                 | 4.640       | Bau und Energiewirtschaft           |
|             | Eurodrip                    | Athen        |                 |                 |             | Bewässerungssysteme                 |
|             | Kleemann Group              | Kilkis       |                 |                 |             | Fahrtreppen und Aufzüge             |
|             | Hellenic Aerospace Industry | Tanagra      |                 |                 |             | Luftfahrtindustrie                  |
|             | Hellenic Shipyards          | Skaramagas   |                 |                 |             | Schiffswerft                        |
|             | ION (Schokolade)            | Athen        |                 |                 | 1.080       | Schokoladenhersteller               |
|             | Intracom                    | Athen        |                 |                 | 6.200       | Software- und Telekommunikation     |
|             | Pitsos                      | Athen        |                 |                 | 1.200       | Haushaltsgeräte                     |
|             | Titan Cement                | Athen        |                 |                 | 6.500       | Zuschlagstoff- und Zementhersteller |
|             | Vivartia                    | Athen        |                 |                 | 13.000      | Lebensmittelkonzern                 |